# Ист-Энд (Арканзас)
Ист-Энд (англ. East End, Arkansas) — статистически обособленная местность, расположенная в округе Салин (штат Арканзас, США) с населением в 5623 человека по статистическим данным переписи 2000 года.

## География
По данным Бюро переписи населения США статистически обособленная местность Ист-Энд имеет общую площадь в 52,58 квадратных километров, из которых 52,06 кв. километров занимает земля и 0,52 кв. километров — вода. Площадь водных ресурсов округа составляет 0,99 % от всей его площади.
Статистически обособленная местность Ист-Энд расположена на высоте 107 метров над уровнем моря.

## Демография
По данным переписи населения 2000 года в Ист-Энде проживало 5623 человека, 1643 семьи, насчитывалось 2049 домашних хозяйств и 2170 жилых домов. Средняя плотность населения составляла около 106,7 человека на один квадратный километр. Расовый состав Ист-Энда по данным переписи распределился следующим образом: 95,87 % белых, 0,87 % — чёрных или афроамериканцев, 0,66 % — коренных американцев, 0,87 % — азиатов, 0,05 % — выходцев с тихоокеанских островов, 1,35 % — представителей смешанных рас, 0,32 % — других народностей. Испаноговорящие составили 1,28 % от всех жителей статистически обособленной местности.
Из 2049 домашних хозяйств в 41 % — воспитывали детей в возрасте до 18 лет, 67,1 % представляли собой совместно проживающие супружеские пары, в 9,2 % семей женщины проживали без мужей, 19,8 % не имели семей. 15,9 % от общего числа семей на момент переписи жили самостоятельно, при этом 4,1 % составили одинокие пожилые люди в возрасте 65 лет и старше. Средний размер домашнего хозяйства составил 2,74 человек, а средний размер семьи — 3,06 человек.
Население статистически обособленной местности по возрастному диапазону по данным переписи 2000 года распределилось следующим образом: 28,1 % — жители младше 18 лет, 7,7 % — между 18 и 24 годами, 33,4 % — от 25 до 44 лет, 24,4 % — от 45 до 64 лет и 6,4 % — в возрасте 65 лет и старше. Средний возраст жителей составил 34 года. На каждые 100 женщин в Ист-Энде приходилось 103 мужчины, при этом на каждые сто женщин 18 лет и старше приходилось 98,8 мужчин также старше 18 лет.
Средний доход на одно домашнее хозяйство в статистически обособленной местности составил 46 678 долларов США, а средний доход на одну семью — 49 649 долларов. При этом мужчины имели средний доход в 31 396 долларов США в год против 24 831 доллар среднегодового дохода у женщин. Доход на душу населения в статистически обособленной местности составил 19 198 долларов в год. 4,3 % от всего числа семей в округе и 6,1 % от всей численности населения находилось на момент переписи населения за чертой бедности, при этом 8,3 % из них были моложе 18 лет и 7,7 % — в возрасте 65 лет и старше.